# Velenjska kadunja
Velenjska kadunja se nahaja v vzhodnih Karavankah. To je nižji gričevnat svet z nekaj ravninskimi predeli, ki leže vzdolž potokov in reke Pake.  Je premogonosno območje na območju rudnika Velenje.

## Nastanek Velenjske premogovne kadunje
Dnevno pridobivanje (izdanki premoga) premoga v Šaleški dolini sega v leto 1767, podzemno pridobivanje premoga pa poteka 116 leto (od leta 1887). Skozi zgodovino je bilo na tem območju napravljenih ogromno raziskav – geološko kartiranje, vrtanje,... Najglobje izvrtana vrtina do danes je vrtina P-12-o/92, ki je zavrtana v oligomiocenske usedline na sredini kadunje. Njena dolžina je kar 1603m. Glede na opis jeder številnih vrtin, ki so jih raziskovalci izvrtali, so se odvijali zanimivi dogodki, ki pa potekajo še danes. 
V jedru vrtine so našli sledove rjavega premoga, na globini 850 in 1550m pa v izplaki tudi tekoče ogljikovodike. Oligomiocenske kamnine predstavljajo usedline Panonskega morja, ki se je v takratnih časih s plitvimi zalivi raztezalo tudi na območje sedanje Šaleške doline. Ob koncu miocena ali v začetku pliocena se je zaradi dvigovanja obravnavanega območja morje umaknilo in je postalo kopno, zato se je začel proces erozije. Pri tem je zelo zanimivo to, da reka Paka v tedanjem času ni tekla v smeri proti Penku, ampak v smeri proti Dobrni in Vojniku, kar potrjujejo kamnine, ki jih je Paka s svojim tokom odnašala. V srednjem pliocenu se je severno krilo ob Šoštanjskem prelomu začelo močneje ugrezati, zato je na območju doline nastalo jezero. V jezero pritekajoče vode so si svoj odtok poiskale v Penku, v smeri, kjer odteka še danes. Tekoče vode z okoliških dvignjenih območij so začele zasipavati jezero. Najprej z grobim materialom, kasneje s peski in glino. Ker se je v času zasipavanja dno jezera še ugrezalo, je skladovnica usedlin na sredini dosegla 350m. Jezero se je zapolnjevalo, dokler se ni izoblikovalo močvirje. Zaradi ugodnih razmer, se je v močvirju razvilo bujno rastlinje, ki je odmiralo na samem mestu rasti. Upočasnjeno ugrezanje dna kadunje, je bilo ravno tolikšno, da so trajali takšni pogoji tako dolgo, da se je nad talninskimi plastmi nabralo za 100-200m organsko-lesnega materiala. Po obdobju bujnega rastlinstva pa se zopet pojavi obdobje hitrejšega pogrezanja dolinskega dna. Močvirsko rastišče se je spustilo pod vodno gladino in ponovno se je začelo jezersko obdobje. Drobni organski material se je na ta način znašel pod vodo. Vode so nato s seboj prinašale različen anorganski material, ki je prekril organsko-lesni del. Tako se je pod krovnino začel postopek pooglenitve organskega materiala, ki ga danes uporabljamo kot velenjski lignit. 
Geologi so na osnovi različnih rastlinskih ostankov določili starost tako starejših, kot tudi mlajših kamnin. Za talnino, plast lignita in večino krovnine so ugotovili, da pripadajo gornjemu pliocenu, (2.5 milijona let). Izjema je le okoli 100m gornjih plasti krovnine pod površino, ki pripadajo že najstarejšemu pleistocenu-villafranchiju, pred približno 1,8 milijona let. Nad te plasti pa se je odlagal in se še danes odlaga pesek, katerega s seboj prinašajo reke potoki in vode iz okoliških pobočij.